# Corneilla-la-Rivière
Corneilla-la-Rivière (en catalán Cornellà de la Ribera) es una comuna francesa situada en el departamento de Pirineos Orientales y la región de Languedoc-Rosellón, en la comarca del Rosellón. Tenía 1.725 habitantes en 2007.
Sus habitantes reciben el gentilicio de Corneillanais en francés y de Cornellarencs en catalán.
Administrativamente, pertenece al distrito de Perpiñán, al cantón de Millas y a la Communauté de communes Roussillon Conflent.

## Geografía

Localización de Corneilla-la-Rivière en el Rosellón.

Corneilla-la-Rivière se ubica en la región natural llamada Ribéral, a la orilla izquierda del Têt. El territorio comunal limita con ese río al sur y no se extiende más allá de la D614 al norte. En la llanura se practica la agricultura, y son los canales de Corneilla y Pézilla los que abastecen a los huertos del lugar. No obstante, la parte principal de la comuna de Corneilla se sitúa al norte de esta zona, culminando en la colina de Força Réal (507 metros), que constituye el límite entre las comunas de Millas, Montner y Corneilla.
La comuna de Corneilla-la-Rivière limita con Millas, Montner, Calce, Pézilla-la-Rivière, Saint-Féliu-d'Avall y Saint-Féliu-d'Amont.

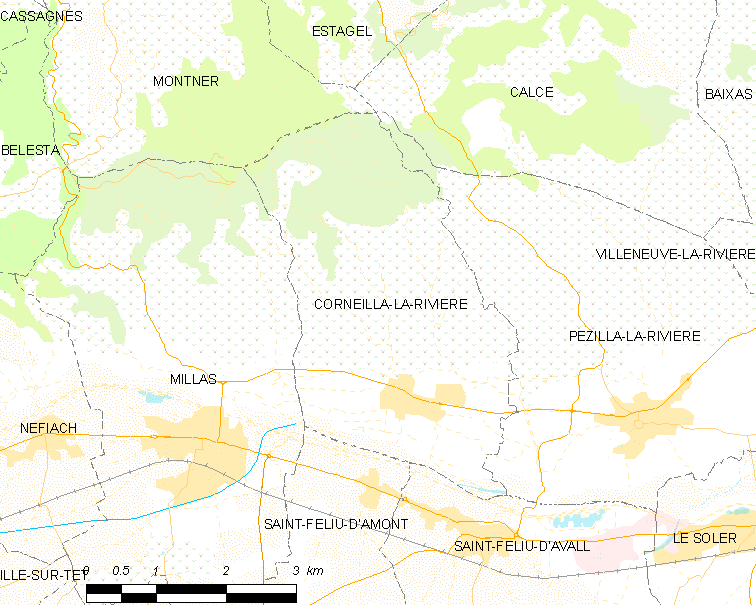
Situación de Corneilla-la-Rivière

## Historia
Fue mencionada bajo la forma Cornelianum en el año 898.
Desde el siglo X, Corneilla perteneció a la abadía de Lagrasse, que conservó el señorío hasta la Revolución. Aunque el pueblo estaba fortificado (aún hoy conserva dos torres de su recinto), su situación en el llano lo tornaba vulnerable.

## Demografía
| 1008 | 1010 | 936 | 967 | 1081 | 1407 |
| Para los censos de 1962 a 1999 la población legal corresponde a la población sin duplicidades (Fuente: INSEE [Consultar]) |      |     |     |      |      |

La población de Corneilla se ha mantenido relativamente constante a lo largo de la historia, rondando los 1000 habitantes.

## Lugares y monumentos
- Iglesia parroquial, dedicada a San Martín.